# 保罗·克洛赫西
保罗·克洛赫西（英語：Paul Clohessy，1970年11月11日—），澳大利亚男子自行车运动员。他曾代表澳大利亚参加1992年、1996年和2000年夏季残疾人奥林匹克运动会自行车比赛，获得一枚金牌、一枚银牌和一枚铜牌。